# Musei del Friuli-Venezia Giulia
Questa lista è suscettibile di variazioni e potrebbe essere incompleta o non aggiornata.

Elenco in ordine alfabetico per province dei musei della regione Friuli-Venezia Giulia:

(per i musei situati in altre regioni vedi: Musei italiani)
Inserire nuovi musei sotto le relative province. In evidenza i comuni con almeno tre musei segnalati.

## Provincia di Gorizia

### Gorizia
- Musei presenti in città 
  - Museo del castello
  - Museo della Grande Guerra
  - Museo della Moda e Arti Applicate
  - Collezione archeologica
  - Pinacoteca Palazzo Attems Petzenstein
- Fondazione palazzo Coronini Cronberg

### Altri
- Museo della civiltà contadina friulana, Farra d'Isonzo
- Museo dell'automobile e della tecnica, Farra d'Isonzo
- Museo storico militare e sacrario di Redipuglia, Fogliano Redipuglia
- Galleria regionale d'arte contemporanea "Luigi Spazzapan", Gradisca d'Isonzo
- Museo documentario della città di Gradisca d'Isonzo, Gradisca d'Isonzo
- Museo lapidario del duomo di Sant'Eufemia, Grado
- Polo museale della cantieristica navale, Monfalcone
- Museo della rocca di Monfalcone, Monfalcone
- Museo del San Michele, Sagrado
- Antiquarium Vantianese, San Canzian d'Isonzo
- Museo del vino, San Floriano del Collio

## Provincia di Pordenone

### Pordenone
- Museo archeologico del Friuli Occidentale, Torre di Pordenone
- Museo civico d'arte di Pordenone
- Museo civico delle scienze di Pordenone
- Museo diocesano d'arte sacra di Concordia-Pordenone

### San Vito al Tagliamento
- Museo civico "Federico De Rocco"
- Museo provinciale della vita contadina "Diogene Penzi"
- Museo storico del Friuli Occidentale "Umberto Romei"

### Altri
- Museo civico dell'artigianato e del lavoro contadino di Andreis, Andreis
- Museo del ciclismo "Toni Pessot", Caneva
- Museo provinciale della Emigrazione "Diogene Penzi", Cavasso Nuovo
- Museo casa Clautana "E. Borsatti", Claut
- Museo della grotta di Pradis, Clauzetto
- Mostra permanente sulla tragedia del Vajont, Erto e Casso
- Museo dell'arte fabbrile e delle coltellerie-Museo provinciale della vita contadina, Maniago
- Casa "Andreuzzi" Navarons, Meduno
- Museo della miniera di Prata di Pordenone, Prata di Pordenone
- Museo dell'arte cucinaria in Alto Livenza, Polcenigo
- Museo Storico Didattico Alto Livenza, Sacile
- Museo della civiltà contadina, San Giorgio della Richinvelda
- I mestieri del '900 e civiltà contadina Lestans, Sequals
- Raccolta archeologica di Villa Savorgnan di Lestans, Sequals
- Museo dell'abbazia benedettina di Santa Maria in Sylvis, Sesto al Reghena
- Antiquarium di Tesis, Vivaro

## Provincia di Trieste

### Trieste
- Museo Revoltella - Galleria d'arte moderna
- Museo di Storia ed Arte - Orto Lapidario
- Museo d'arte orientale
- Museo teatrale "Carlo Schmidl"
- Museo del castello di San Giusto
- Museo di storia patria
- Museo del Risorgimento e sacrario di Oberdan
- Museo della risiera di San Sabba
- Museo di guerra per la pace "Diego de Henriquez"
- Orto lapidario
- Lapidario Tergestino
- Museo di storia naturale
- Acquario Marino
- Museo del mare
- Orto botanico
- Museo postale e telegrafico della Mitteleuropa
- Museo joyciano
- Museo sveviano
- Museo petrarchesco piccolomineo
- Museo Sartorio
- Museo Morpurgo
- Galleria nazionale d'arte antica
- Museo nazionale dell'Antartide
- Museo ferroviario di Campo Marzio
- Museo etnografico di Servola (Trieste)
- Museo della comunità ebraica
- Museo speleologico "Speleovivarium"
- Museo della farmacia "Picciola"
- Museo commerciale
- Science centre immaginario scientifico (Grignano)
- Antiquarium di Borgo San Sergio
- Antiquarium di via Donota
- Donazione "Sambo"
- Archivio degli sloveni in Italia

### Muggia
- Museo di Muggia e del territorio già  Civico museo archeologico
- Museo d'arte moderna Ugo Carà
- Mostra permanente del presepio di Muggia

### Altri
- Museo della casa carsica, Monrupino
- Magazzino delle Idee
- Museo speleologico, Sgonico

## Provincia di Udine

### Udine
- Civici musei e gallerie di storia e arte
- Museo di arte moderna e contemporanea
- Museo del duomo di Udine
- Museo diocesano e gallerie del Tiepolo
- Museo etnografico del Friuli
- Museo friulano di storia naturale

### Cividale del Friuli
- Museo archeologico nazionale
- Museo diocesano cristiano e del tesoro del duomo di Cividale del Friuli
- Museo d'arte antica

### Gemona del Friuli
- Ecomuseo delle acque del gemonese
- Pinacoteca d'Arte Antica di Gemona del Friuli
- Museo civico di palazzo Elti
- Museo della pieve e tesoro del Duomo
- Museo Renato Raffaelli

### Altri
- Museo della civiltà contadina nel Friuli Imperiale, Aiello del Friuli
- Museo archeologico nazionale di Aquileia, Aquileia
- Museo paleocristiano di Monastero, Aquileia
- Museo d'arte della medaglia e della Città di Buja, Buja
- Villa Manin di Codroipo, Codroipo
- Museo della vita contadina Cjase Cocèl, Fagagna
- Museo etnografico di Lusevera, Lusevera
- Museo etnografico di Malborghetto Valbruna, Malborghetto Valbruna
- Museo del lavoro contadino di Pagnacco, Pagnacco
- Civico museo storico di Palmanova, Palmanova
- Museo della casa carnica, Prato Carnico
- Museo civico di Ragogna, Ragogna
- Museo Gino Tonutti, Remanzacco
- Museo civico del territorio di San Daniele del Friuli, San Daniele del Friuli
- Presepio permanente di Sutrio, Sutrio
- Mostra permanente della tradizione mineraria, Tarvisio
- Museo carnico delle arti popolari Michele Gortani, Tolmezzo
- Museo archeologico Iulium Carnicum, Zuglio
- Sistema museale della Carnia, varie sedi
- Antiquarium della Motta e Mostra del Fossile di Povoletto, Udine